# Валлийская нагорная музейная железная дорога
Валлийская нагорная музейная железная дорога (англ.: Welsh Highland Heritage Railway (WHR), валл.: Rheilffordd Ucheldir Cymru) — узкоколейная (597 мм) железная дорога длиною в 1,2 км (0,6 миль), соединяющая город Портмадог с пригородной станцией «Пен-и-Мойнт» (Pen-y-Mount Junction) Находится в валлийском округе Гуинет. До 2009 г. по соглашению между Фестиниогской железной дорогой и Welsh Highland Railway Ltd. носила название «Валлийская нагорная железная дорога (Портмадог)» (Welsh Highland Railway (Porthmadog)). Является исторической железной дорогой.

## История
В 1961 г. группой железнодорожных энтузиастов, в том числе и с Фестиниогской железной дороги, было образовано Сообщество Валлийской нагорной железной дороги, которое ставило своей целью эту дорогу, закрытую в 1937 г., возродить. В 1964 г. Сообщество основало компанию «Валлийская нагорная лёгкая железная дорога 1964 года лтд.» (Welsh Highland Light Railway (1964) Limited, WHLR (1964) Ltd), председателем которой был избран Бил Браун (Bill Brown). В 1973 г. компания приобрела у Кембрийской линии неиспользуемый запасной путь близ станции в Портмадоге, который предназначался для строительства ветки в Бетгелерт, но был законсервирован. Участок носил соответствующее название: Бетгелертский запасной путь (Beddgelert Siding). В следующие пять лет, к 1980 г., был проложен путь от Портмадога до Пен-и-Мойнта и построены соответствующие станции. Кроме того, хозяйственные здания бывшей фермы Гелерта (Gelert's Farm) превратили в вагонное депо и паровозный сарай, которые затем неоднократно перестраивали. Упомянутый участок раньше не существовал и никогда не входил в состав прежней, оригинальной Валлийской нагорной дороги, и был возведён с мыслью продлить его по настоящим насыпям до Бетгелерта и дальше, тем самым произведя реконструкцию истинной линии.
Движение по дороге, переименованной в «Валлийскую нагорную железную дорогу лтд.» (WHR Ltd.), открыли по 2 августа 1980 г., а дальнейшая реконструкция остановилась из-за неопределённого статуса земли, отведённой под прежнюю Валлийскую линию. В дело втянулась Фестиниогская железная дорога (см. Отношения Фестиниогской железной дороги с Валлийской нагорной), которой эта земля досталась и которая, в свою очередь, начала реконструкцию Валлийской нагорной дороги. В 1998 г. обе компании пришли к соглашению, согласно которому «Валлийская нагорная железная дорога лтд.» получила название «Валлийская нагорная железная дорога (Портмадог)», а часть, реконструируемая Фестиниогской линией,  — «Валлийская нагорная железная дорога (Карнарвон)». Последняя начала возрождение пути с севера — от Карнарвона и Динаса, а первая — с юга. При этом «Валлийская нагорная (Портмадог)» получила право применять для движения участок до «Петли Трайт-Маур» (Traeth Mawr Loop) до тех пор, пока сюда не дотянется полотно «Валлийской нагорной (Карнарвон)», каковым и пользовалась до 2008 г. В 1998—2000 гг., когда Фестиниогской дорогой производилась реконструкция участка от Динаса до Уайнваура, Валлийская музейная дорога принимала в этом весьма активное участие.

## Современное состояние
Со времени прокладки пути от Портмадога до Пен-и-Мойнта Валлийская нагорная музейная железная дорога больше не расширялась и на ней, как и прежде, три станции. За Пен-и-Мойнтом линия соединяется с Валлийской нагорной дорогой и существуют надежды, что движение будет продлено до Карнарвона. Для тяги используются паровозы, построенные с 1906 по 1952 гг., и тепловозы послевоенной постройки. Три паровоза являются музейными экспонатами. Пассажирские вагоны линии чаще старые. Несколько новых являются копиями прежних, часть же вагонов хранится дорогой в виде музейных экспонатов. На линии работает паровоз «Рассел» (Russell), построенный в 1906 г. и изначально работавший на «Узкоколейных железных дорогах Северного Уэльса» (North Wales Narrow Gauge Railways, NWNGR), а с 1922 г. — на Валлийской нагорной дороге. В 1955 г., после долгих мытарств по другим линиям, «Рассел» оказался на Талиллинской железной дороге, был передан ею «Валлийской нагорной железной дороге лтд.» в 1965 г., долгое время чинился в разных местах и в 1987 г. наконец вышел на поездную работу. Дорога участвует в маркетинговой программе «Великие узкоколейки Уэльса».